# Station Jabłoń Kościelna
Station Jabłoń Kościelna is een spoorwegstation in de Poolse plaats Jabłoń Kościelna.